# Zodariellum sericeum
Zodariellum sericeum là một loài nhện trong họ Zodariidae.
Loài này thuộc chi Zodariellum. Zodariellum sericeum được J. Denis miêu tả năm 1956.